# 臺灣高雄地方檢察署
臺灣高雄地方檢察署，簡稱高雄地檢署或者雄檢，是中華民國的檢察機關，與臺灣高雄地方法院合署辦公。

## 沿革
臺灣日治時期由日本人引進西方法制，臺灣總督府於1896年（明治29年）5月1日發佈《臺灣總督府法院條例》，規定掌理民、刑事審判，採三級三審制，設有一高等法院、一覆審法院及十五地方法院，各法院除設置判官外，同時設置檢察官，並無獨立之檢察機關之設置，判官與檢察官均由臺灣總督任用。1898年，改採二級二審制，廢除高等法院，僅置三地方法院（臺北、臺中、臺南，地方法院之下另置「出張所」）及一覆審法院。1919年，採取二級三審制，再次設立高等法院，雖廢除覆審法院，但在高等法院設置「上告部」及「覆審部」，地方法院仍僅設於臺北、臺中及臺南，將地方法院出張所改為「地方法院支部」，最初僅設置在宜蘭、新竹、嘉義。1933年（昭和8年），增設「臺南地方法院高雄支部」，並同時設立「臺南地方法院高雄支部檢察局」，此即高雄地檢署之前身。換言之，在1933年以前，高雄地區並無獨立之檢察局設置。
- 1940年，臺南地方法院高雄支部升格成高雄地方法院，於高雄街山下町三丁目九番地（今鼓山區山下里山下路）設立「高雄地方法院檢察局」，管轄區域包括澎湖廳、高雄州以下之高雄街（之後升格成高雄市，直隸高雄州）、屏東郡、東港郡、潮州郡、恆春郡、岡山郡、鳳山郡、旗山郡。1945年，第二次世界大戰尾聲時，山下町之局址遭轟炸炸毀，業務無法繼續進行，只能暫遷至高雄州旗山郡龍肚（現美濃區福美路之玉清宮廣善堂）辦公。

- 1945年12月，中華民國國民政府代表同盟國接管臺灣後，「臺灣高雄地方法院檢察局」改稱「臺灣高雄地方法院檢察處」，仍然維持院檢不分的體制，管轄區域包括高雄縣、高雄市、屏東縣及澎湖縣。
- 1980年7月1日，院檢始分隸。
- 1989年12月24日《法院組織法》修正，易明為「臺灣高雄地方法院檢察署」，機關首長「首席檢察官」亦同時改稱為「檢察長」。
- 2016年9月1日，臺灣橋頭地方法院檢察署成立，管轄北高雄26區，本署轄區縮減為高雄市小港、旗津、前鎮、苓雅、新興、前金、三民、鼓山、鹽埕、鳳山、大寮、林園共12區，及東沙與南沙群島。
- 2018年2月8日，全台法院檢察署機關銜刪除「法院」二字，直接稱為檢察署。[1]
- 2018年5月25日《法院組織法》修正，改為今名「臺灣高雄地方檢察署」。

## 管轄區域
| 縣/市  | 區域 | 備註                                               | 區劃                                                 |
| 管轄   | 管轄 | 管轄                                               | 管轄                                                 |
| ------ | --- | -------------------------------------------------- | ---------------------------------------------------- |
| 高雄市 | 前金區 新興區 鹽埕區 鼓山區 旗津區 苓雅區 三民區 前鎮區 小港區 鳳山區 林園區 大寮區 南海上的東沙島及南沙群岛 | 總面積237平方公里，人口167萬餘人（不包括流動人口） | 高雄地檢署管轄區域含括全南高雄市12區、東沙與南沙群島 |

## 機關組織

### 本署
- 檢察長
- 主任檢察官
- 檢察官
- 檢察事務官
- 觀護人室
- 法醫室
- 書記處
  - 紀錄科
  - 執行科
  - 文書科
  - 研究考核科
  - 總務科
  - 法警室
- 人事室
- 會計室
- 統計室
- 政風室
- 資訊室

## 外部連結
- 臺灣高雄地方檢察署 （页面存档备份，存于）